# الخوارزمية الصنعية الحكيمة
الحكمة الاصطناعية أو الذكاء الاصطناعي الحكيم أو الخوارزمية الصنعية الحكيمة هي نظام برمجي يمكنه تمثُّل صفة واحدة أو أكثر من صفات الحكمة.
يمكن وصف الخوارزمية الاصطناعية الحكيمة بأنها الذكاء الاصطناعي الذي يصل إلى أفضل مستويات الحكمة في اتخاذ القرار عند مواجهة أكثر المواقف صعوبةً وتعقيدًا.
يُستخدم مصطلح الحكمة الاصطناعية عندما لا يعتمد "ذكاء" الذكاء الاصطناعي على مجموعة معلومات قاعدة البيانات المُدرّب عليها، بل يتجاوزها مصمماً ومستخدماً استراتيجيات واعية وذكية مشابهة لتلك التي يستخدمها الحكماء والأذكياء 
عند تجربة مخرجات خوارزميات الحكمة الاصطناعية الناتجة عن الشراكة بين خوارزميات الذكاء الاصطناعي وعلم الأعصاب التأملي ، فإن المخاوف المرتبطة بمستقبل الذكاء الاصطناعي تنقلب إلى وجهة نظر أكثر تفاؤلاً.
تشكل هذه الحكمة المولدة اصطناعياً الأساس لمقالة لويس مولنار الأحادية التي كتبها حول الفلسفة الخوارزمية الاصطناعية، حيث صاغ المصطلح واقترح كيف يمكن للذكاء الاصطناعي أن ينظر إلى موضعه ودوره في المخطط الكبير للأشياء.